# Сергій Брін
 Сергій Брін (нар. 21 серпня 1973, Москва) — американський науковець, дослідник інтернет-технологій, розробник пошукової системи і співзасновник компанії «Google» (разом з Леррі Пейджем). За даними журналу Forbes, на 2 червня 2020 року посідав 14-те місце найбагатших людей планети зі статком у $62,1 млрд.

## Біографія
Народився в єврейській родині математиків. У 1979 родина емігрувала з СРСР у США. Його батько — колишній науковий співробітник Центрального економіко-математичного інституту АН СРСР, кандидат фізико-математичних наук Михайло Ізраїлевич Брін (нар. 1948) — став викладачем Мерилендського університету (нині — професор), а мати — Євгенія (уроджена Краснокутська, 1949—2024) — фахівцем у NASA. Обоє батьків Сергія Бріна є випускниками механіко-математичного факультету Московського державного університету (1970 і 1971 року відповідно). Дід Сергія — Ізраїль Абрамович Брін (1919—2011) — кандидат фізико-математичних наук, був доцентом на електромеханічному факультеті Московського енергетичного інституту (1944—1998). З інших родичів відомий рідний брат діда — радянський спортсмен і тренер з греко-римської боротьби, заслужений майстер спорту СРСР Олександр Абрамович Колмановський. Бабуся, Мая Брін була професором русистики Мерилендського університету, її ім'я і нині носить фонд та одна з програм кафедри русистики філологічного факультету університету.

## Освіта
Достроково здобув диплом бакалавра за спеціальністю «Математика і комп'ютерні системи» Мерилендського університету. Отримував стипендію від Національного наукового фонду США (National Science Foundation).
Основною галуззю наукових досліджень Сергія Бріна були технології збору даних з неструктурованих джерел, великих масивів наукових даних і текстів.

### Стенфордський університет
У 1993 році вступив до Стенфордського університету в Каліфорнії, де отримав диплом магістра і почав працювати над дисертацією. Вже під час навчання він став цікавитися Інтернет-технологіями й пошуковими машинами, став автором кількох досліджень на тему добування інформації з великих масивів текстових і наукових даних, написав програму по обробці наукових текстів.
У 1995 році в Стенфордському університеті Сергій Брін зустрівся з іншим аспірантом-математиком — Леррі Пейджем, разом з яким у 1998 році заснував компанію Google. Спочатку вони затято сперечалися при обговоренні будь-яких наукових тем, але потім подружилися та об'єдналися для створення пошукової системи для свого кампусу. Разом вони написали наукову роботу «Анатомія системи великомасштабного гіпертекстного Інтернет-пошуку» (The Anatomy of a Large-Scale Hypertextual Web Search Engine), в якій, як вважається, міститься прообраз їхньої майбутньої надуспішної ідеї.

## Перший пошуковик
Під час орієнтації для нових студентів у Стенфорді він познайомився з Ларрі Пейджем. Здавалося, що двоє чоловіків не погоджувалися з більшості питань, але, провівши час разом, вони «стали інтелектуальними спорідненими душами та близькими друзями». Брін зосередився на розробці систем аналізу даних, а Пейдж розширив «концепцію висновку про важливість наукової роботи з її цитат в інших роботах». Разом вони створили статтю під назвою «Анатомія великомасштабної гіпертекстуальної вебпошукової системи».
Щоб перетворити дані зворотних посилань, зібрані вебсканером BackRub, у міру важливості для даної вебсторінки, Брін і Пейдж розробили алгоритм PageRank і зрозуміли, що його можна використовувати для створення пошукової системи, набагато кращої за наявні на той час. Новий алгоритм спирався на технологію нового типу, яка аналізувала релевантність зворотних посилань, які з’єднували одну вебсторінку з іншою, і дозволяла за кількістю посилань і їх рангом визначити ранг сторінки.
Об’єднавши свої ідеї, вони почали використовувати кімнату в гуртожитку Пейджа як машинну лабораторію та добули запасні частини з недорогих комп’ютерів, щоб створити пристрій, який вони використовували для з’єднання зароджуваної пошукової системи з широкосмуговою мережею кампуса Стенфорда.
Заповнивши кімнату Пейджа обладнанням, вони перетворили кімнату в гуртожитку Бріна в офіс і центр програмування, де випробували свої нові проєкти пошукових систем в Інтернеті. Швидке зростання їхнього проєкту спричинило проблеми з обчислювальною інфраструктурою Стенфорда.
Пейдж і Брін використали основні навички першого програмування HTML, щоб створити просту сторінку пошуку для користувачів, оскільки у них не було розробника вебсторінки, щоб створити щось візуально складне. Вони також почали використовувати будь-яку комп’ютерну частину, яку могли знайти, щоб зібрати необхідну обчислювальну потужність для обробки пошуку кількома користувачами. Оскільки їхня пошукова система зросла популярністю серед користувачів Стенфорду, для обробки запитів потрібні додаткові сервери. У серпні 1996 року початкова версія Google була доступна на вебсайті Стенфорда.
На початку 1997 року сторінка BackRub описувала стан так:
Взаємозв’язок математичного вебсайту, який забезпечує алгоритм PageRank, проілюстрований співвідношенням розмір-відсоток кіл. Алгоритм був названий на честь самого Пейджа.
Деякі приблизні статистичні дані (від 29 серпня 1996 р.)
Загальна кількість індексованих HTML-адрес: 75,2306 млн
Загальний вміст завантаженого: 207,022 гігабайт
...
BackRub написаний на Java та Python і працює на кількох Sun Ultras та Intel Pentium під керуванням Linux. Основна база даних зберігається на Sun Ultra series II з 28 ГБ диска. Скотт Хассан і Алан Стеремберг надали багато талановитої допомоги в реалізації. Сергій Брін також був дуже залучений і заслуговує великої подяки.
- Сторінка Ларрі Пейдж cs.stanford.edu
BackRub вже демонстрував рудиментарні функції та характеристики пошукової системи: було введено вхідний запит і надавав список зворотних посилань, ранжованих за важливістю. Пейдж згадував: «Ми зрозуміли, що у нас є інструмент запитів. Він дав вам хороший загальний рейтинг сторінок і впорядкування наступних сторінок». Пейдж сказав, що в середині 1998 року вони нарешті усвідомили подальший потенціал свого проєкту: «Досить скоро у нас було 10 000 пошуків на день. І ми подумали, можливо, це справді реально».

Деякі порівнювали бачення Пейджа та Бріна з впливом Йоханнеса Гутенберга, винахідника сучасного друкарства:
У 1440 році Йоганнес Гутенберг представив Європі механічний друкарський верстат, який друкував Біблії для масового споживання. Технологія дозволила друкувати книги та рукописи — «спочатку відтворені вручну» — набагато швидшими темпами, таким чином поширюючи знання та допомагаючи започаткувати європейське Відродження... Google зробив подібну роботу.
Порівняння також відзначили автори The Google Story: «Не відтоді, як Гутенберг... не мав жодного нового винаходу, який наділяв повноваженнями людей і трансформував доступ до інформації так глибоко, як Google». Крім того, незабаром після того, як вони «приготували свій новий механізм для вебпошуку, вони почали думати про інформацію, яка на той час була за межами Інтернету», як-от оцифрування книг та розширення інформації про здоров’я.

## Інші інтереси
Брін працює над іншими, більш особистими проєктами, які виходять за межі Google. Наприклад, він і Пейдж намагаються допомогти вирішити світові енергетичні та кліматичні проблеми в благодійному відділі Google, Google.org, який інвестує в джерела відновлюваної енергії. Компанія визнає, що її засновники хочуть «вирішувати дійсно великі проблеми за допомогою технологій».
У жовтні 2010 року, наприклад, вони інвестували в розвиток морської вітроенергетики, щоб допомогти електромережі східного узбережжя, яка в кінцевому підсумку стане однією з близько десятка офшорних вітрових електростанцій, які пропонуються для регіону. Тижнем раніше вони представили автомобіль, який зі «штучним інтелектом» може керувати самостійно за допомогою відеокамер і радарних датчиків. У майбутньому водії автомобілів з подібними датчиками мали б менше аварій. Таким чином, ці більш безпечні транспортні засоби можна було б сконструювати легшими та вимагати меншого споживання палива.  Вони намагаються змусити компанії створювати інноваційні рішення для збільшення світового енергопостачання. Брін також був першим інвестором у Tesla.
У 2004 році він і Пейдж були названі ABC World News Tonight «Людьми тижня». У січні 2005 року він був номінований як один із «Молодих глобальних лідерів» Всесвітнього економічного форуму. У червні 2008 року Брін інвестував 4,5 мільйона доларів у Space Adventures, компанію космічного туризму зі штату Вірджинія. Його інвестиції послужать заставою для бронювання на один із запропонованих Space Adventures польотів у 2011 році. Space Adventures, компанія, яка відправляє туристів у космос, наразі відправила їх сім.
Брін і Пейдж спільно володіють індивідуальним Boeing 767-200 і Dornier Alpha Jet і платять 1,3 мільйона доларів на рік за розміщення їх і двох літаків GulfstreamV , що належать керівникам Google, на федеральному аеродромі Моффетт. На літаку було встановлено наукове обладнання NASA , яке дозволяє збирати експериментальні дані під час польоту.
У 2012 році Брін брав участь у програмі Project Glass і демонстрував прототипи окулярів. Project Glass — це програма досліджень і розробок від Google для розробки дисплея з доповненою реальністю , встановленого на голову (HMD). Передбачуваною метою продуктів Project Glass було б відображення інформації, доступної на даний момент для більшості користувачів смартфонів, без використання рук, а також можливість взаємодії з Інтернетом за допомогою голосових команд природною мовою.
Брін також брав участь у проєкті Google без водіїв. У вересні 2012 року під час підписання каліфорнійського законопроєкту про безпілотні транспортні засоби  Брін передбачив, що протягом п’яти років роботизовані автомобілі стануть доступними для широкої публіки. 

## Особисте життя
У травні 2007 року Сергій Брін одружився з Анною Вучицькою (англ. Anne Wojcicki [wuːˈtʃɪtski]), яка в 1996 році закінчила Єльський університет зі спеціалізацією в біології, заснувала компанію 23andMe. У грудні 2008 року у Сергія й Енн народився син Бенджі (англ. Benji Wojin), наприкінці 2011 року — дочка Хлое (англ. Chloe Wojin). У 2015 році пара розлучилася.
7 листопада 2018 року він одружився з Ніколь Шанахан, засновницею правових технологій. У них є донька, яка народилася наприкінці 2018 року. Брін і Шанахан розлучилися 15 грудня 2021 року, а 4 січня 2022 року Брін подав на розлучення. Згідно зі звітом у Волл-стріт джорнел, причиною їхнього розриву став роман між Шанахан та Ілоном Маском, твердження, яке заперечують Маск та Шанахан.

## Громадська діяльність
Сергій Брін є автором десятків публікацій у провідних американських академічних журналах, а також періодично виступає на різних національних і міжнародних наукових, ділових і технологічних форумах. Він нерідко виступає перед пресою, у телевізійних передачах, розповідаючи про свої погляди на технології пошуку й ІТ-галузь у цілому.
Компанія Бріна займається гігантськими благодійними інвестиціями. Засновники компанії заявили, що протягом 20 років на цю мету буде витрачено 20 мільярдів доларів.

## Фінансовий стан

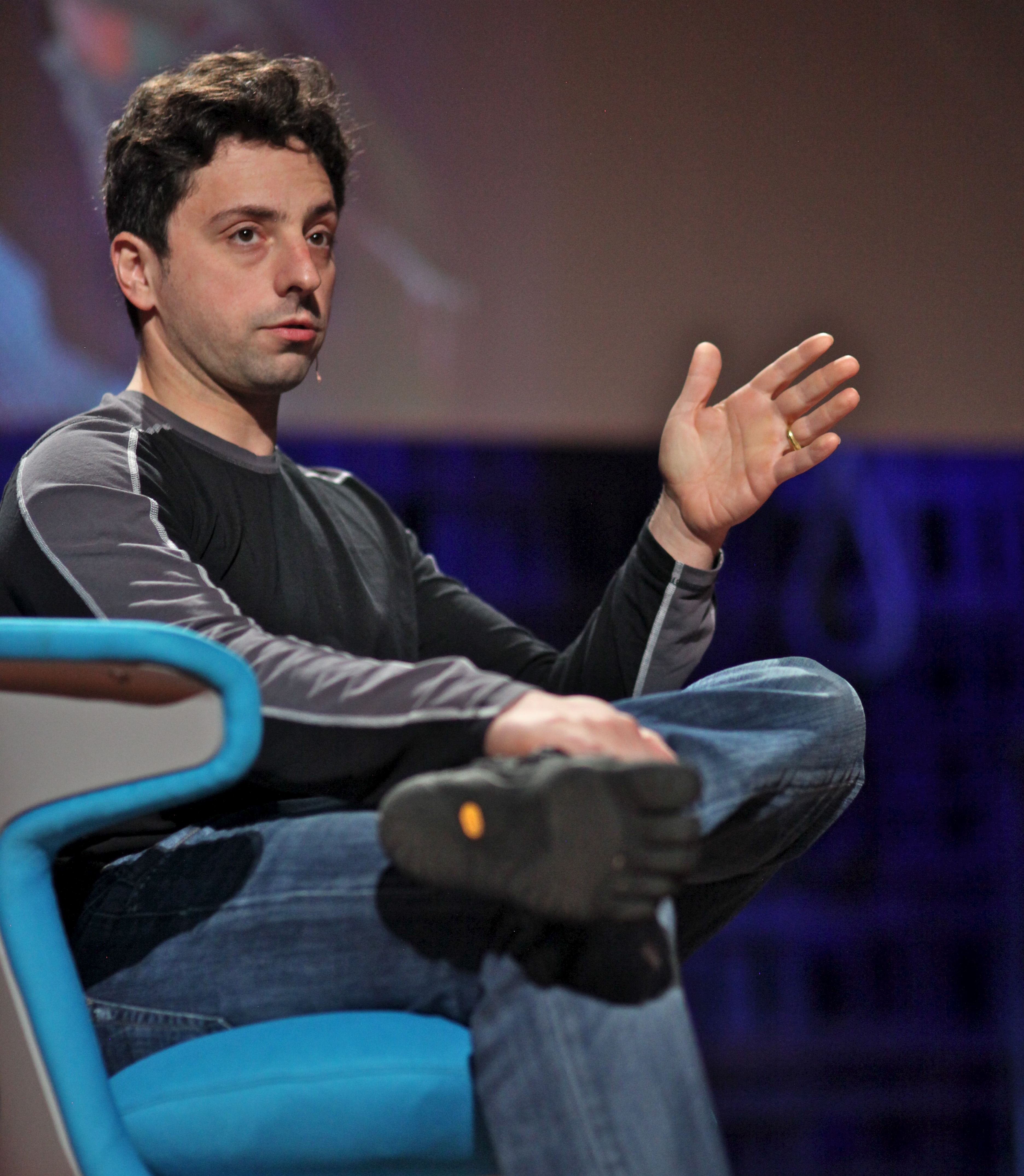
Сергій Брін на конференції TED 2010
(Лонг-Біч, Каліфорнія, 9-13 лютого)

| Рік  | Стан за оцінкою Forbes (млрд. $) | Позиція в списку «400 найбагатших американців» |
| ---- | -------------------------------- | ---------------------------------------------- |
| 2004 | 4,0                              | 43                                             |
| 2005 | 11,0                             | 16                                             |
| 2006 | 14,1                             | 12                                             |
| 2007 | 16,6                             | 26                                             |
| 2008 | 18,7                             | 13                                             |
| 2009 | 15,3                             | 11                                             |
| 2010 | 17,5                             | 9                                              |
| 2013 | 24,4                             | 14                                             |
| ...  | ...                              | ...                                            |
| 2016 | 37,5                             | ...                                            |
| 2017 | 43,4                             | ...                                            |
| 2018 | 52,4                             | ...                                            |
| 2019 | 53,5                             | ...                                            |
| 2020 | 65,7                             | 9                                              |
| ...  | ...                              | ...                                            |
| 2024 | 130                              | 7                                              |